# Rozseč nad Kunštátem
Rozseč nad Kunštátem är en ort i Tjeckien.   Den ligger i regionen Södra Mähren, i den östra delen av landet, 160 km öster om huvudstaden Prag. Rozseč nad Kunštátem ligger 628 meter över havet och antalet invånare är 506.
Terrängen runt Rozseč nad Kunštátem är kuperad åt sydost, men åt nordväst är den platt. Rozseč nad Kunštátem ligger uppe på en höjd. Runt Rozseč nad Kunštátem är det ganska tätbefolkat, med 116 invånare per kvadratkilometer. Närmaste större samhälle är Boskovice, 14,8 km öster om Rozseč nad Kunštátem. I omgivningarna runt Rozseč nad Kunštátem växer i huvudsak blandskog.